# Küngej Ałatau

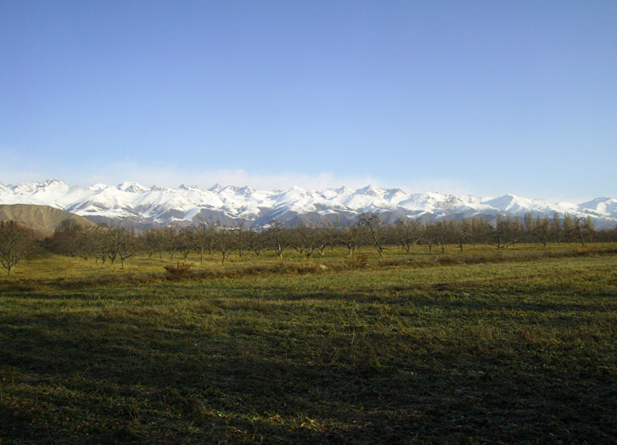
Küngej Ałatau

Küngej Ałatau (Kungej Ałatau, Küngöj Ałatoo; kaz. Күнгей Алатау, Küngej Ałatau; kirg. Күнгөй Алатоо, Küngöj Ałatoo; ros. Кюнгёй-Ала-Тоо, Kiungioj-Ała-Too) – pasmo górskie w Tienszanie, w Kirgistanie i Kazachstanie. Rozciąga się na długości ok. 275 km, ograniczając od północy Kotlinę Issykulską z jeziorem Issyk-kul. Najwyższy szczyt ma wysokość 4771 m n.p.m. W wyższych partiach gór występują lodowce górskie.